# Hockey simulé
Le hockey simulé est un jeu stratégique entre internautes (ligue fantasy) désireux de se retrouver dans la peau d'un directeur général d'une équipe de hockey. Une ligue de hockey simulé est un environnement créé sur un site Internet et recréant l'univers d'une vraie ligue où les internautes participant doivent gérer leur équipe de A à Z, sauf jouer les parties (distinction du hockey virtuel sur console ou sur PC). Les internautes, dûment inscrits auprès d'un responsable (souvent nommé le président), deviennent directeurs généraux d'équipes de hockey théoriques et suivent celles-ci sur un site Internet géré par le responsable. La majorité des ligues utilisent les joueurs et équipes de la Ligue nationale de hockey, mais un univers entièrement inventé est aussi possible. 

## Fonctionnement
De manière théorique, le responsable crée chaque joueur dans le logiciel en lui attribuant différentes cotes de force, de vitesse, et d'autres habilités. Après avoir réparti la banque de joueurs dans les diverses équipes, il utilise le logiciel simulateur afin de créer un calendrier durant lequel les équipes s'affrontent. Après chaque simulation d'une ou plusieurs parties, le responsable de la ligue affiche les résultats sur le site Internet, afin que tous les participants puissent voir les résultats de leur formation. Ces derniers doivent alors ajuster leur alignement, positionner leurs joueurs selon leurs forces respectives, effectuer des transactions avec les autres internautes, etc., le tout dans le but d'améliorer leur équipe et de gagner le championnat de fin de saison. Après chaque simulation, les directeurs généraux doivent envoyer leur alignement et leurs transactions (s'il y a lieu) au responsable qui les charge dans le logiciel principal, afin de mettre les informations à jour pour la simulation suivante.
En saison morte (période entre la fin d'une saison et le début de la suivante), les étapes de repêchage, de signatures des joueurs autonomes et autres rituels de la LNH sont aussi organisées par le responsable. Les règlements de plafond et de plancher salarial, d'équité des transactions, de nombre de rondes de repêchage, etc., peuvent varier d'une ligue à l'autre et sont entièrement définies par le responsable. Les seules règles imposées par le logiciel concernent le nombre de joueurs actifs dans l'alignement.
Le hockey simulé ne demande pas de qualités pratiques et de talent sur le contrôle physique d'une manette ou d'un joystick, contrairement au hockey virtuel qui se joue principalement sur consoles de jeux vidéo ou sur PC. Le hockey simulé n'a aucune interface graphique particulière. À ce niveau, seules les compétences informatiques et stratégiques du webmestre améliorent l'image de la ligue.